# Инголич, Сандро
Сандро Инголич (нем. Sandro Ingolitsch; родился 18 апреля 1997 года, Шварцах-им-Понгау, Австрия) — австрийский футболист, защитник. Игрок футбольного клуба «Штурм».

## Карьера
Начал карьеру в австрийском клубе «Бишофсхофен» и затем продолжил тренироваться в академии «Ред Булл» из Зальцбурга. 29 мая 2015 года в матче против «Маттерсбурга» он дебютировал во Второй лиге Австрии в составе команды «Лиферинг». В сезоне 2016/2017 годов Инголич стал победителем Юношеской лиги УЕФА в «Зальцбург».
В 2017 году заключил трехлетний контракт с клубом «Санкт-Пельтен». 23 июля дебютировал за «волков» в матче австрийской Бундеслиги против «Штурма». 4 июля 2020 года объявил об уходе из команды.
5 августа 2020 года на правах свободного агента подписал трёхлетний контракт с клубом «Штурм».
14 марта 2021 года в игре против «Аустрии» (Вена) получил травму колена, из-за этого пропустил около 7 месяцев.

### Сборная
Выступал в сборной Австрии различных возрастов. Принимал участие в матчах сборной до 17 лет, до 18 лет, до 19 лет и до 21 года. Летом 2019 года попал в состав сборной Австрии до 21 года и принял участие в чемпионате Европы среди молодежных команд, который проходил в Италии.

## Статистика
| Выступление      | Выступление      | Выступление      | Лига | Лига | Кубок | Кубок | Лига Европы | Лига Европы | Итого | Итого |
| Клуб             | Лига             | Сезон            | Игры | Голы | Игры  | Голы  | Игры        | Голы        | Игры  | Голы  |
| ---------------- | ---------------- | ---------------- | ---- | ---- | ----- | ----- | ----------- | ----------- | ----- | ----- |
| Лиферинг         | Вторая лига      | 2014/15          | 1    | 0    | —     | —     | —           | —           | 1     | 0     |
| Лиферинг         | Вторая лига      | 2015/26          | 15   | 0    | —     | —     | —           | —           | 15    | 0     |
| Лиферинг         | Вторая лига      | 2016/17          | 23   | 0    | —     | —     | —           | —           | 23    | 0     |
| Лиферинг         | Итого            | Итого            | 39   | 0    | —     | —     | —           | —           | 39    | 0     |
| Санкт-Пёльтен    | Бундеслига       | 2017/18          | 20   | 1    | —     | —     | —           | —           | 20    | 1     |
| Санкт-Пёльтен    | Бундеслига       | 2018/19          | 26   | 0    | 3     | 0     | —           | —           | 29    | 0     |
| Санкт-Пёльтен    | Бундеслига       | 2019/20          | 27   | 1    | 3     | 0     | —           | —           | 30    | 1     |
| Санкт-Пёльтен    | Итого            | Итого            | 73   | 2    | 6     | 0     | —           | —           | 79    | 2     |
| Штурм            | Бундеслига       | 2020/21          | 16   | 0    | 4     | 0     | —           | —           | 20    | 0     |
| Штурм            | Бундеслига       | 2021/22          | 1    | 0    | —     | —     | —           | —           | 1     | 0     |
| Штурм            | Бундеслига       | 2022/23          | 5    | 0    | 1     | 0     | 2           | 0           | 8     | 0     |
| Штурм            | Итого            | Итого            | 22   | 0    | 5     | 0     | 2           | 0           | 29    | 0     |
| Всего за карьеру | Всего за карьеру | Всего за карьеру | 88   | 7    | 1     | 0     | 2           | 0           | 91    | 7     |

## Достижения
Согласно:
- «Ред Булл»
  - Чемпион Юношеской лиги УЕФА (1): 2016/17
- «Штурм»
  - Обладатель Кубка Австрии (1): 2022/23